# 人羊吐納思
人羊吐納思先生（英語：Mr. Tumnus）是英國作家C·S·路易斯的小說《獅子·女巫·魔衣櫥》中的主要角色之一，在《奇幻馬和傳說》與《最後的戰役》中也有短暫出場。人羊吐納思非常善良，他和露西·佩文西是親密的朋友，也是露西在納尼亞遇見的第一個生物。
在作者路易斯16歲時其腦海中曾浮現了一個人羊拿著傘和包裹穿越一片雪地的畫面，這在後來即成為納尼亞系列第一個故事《獅子·女巫·魔衣櫥》的創作靈感。

## 人物概述
吐納思是一隻半人半羊的生物，他有著一雙羊腿和蹄子、捲髮、紅咚咚的皮膚、長尾巴、短而尖的鬍鬚及「一張奇怪但討人喜歡的小臉」，個頭只比小女孩露西·佩文西略高一點。剛出場時，他脖子上圍著一條紅圍巾，還提著一把傘。
人羊吐納思先生最初被統治納尼亞的白女巫下令，要交出他所看到的任何人類，否則就要將他變成石頭。某日，吐納思意外遇見了自魔衣櫥意外穿越到納尼亞邊界的路燈柱旁的露西，他在得知露西是人類（「夏娃之女」）後便邀請對方到自己的洞穴裡喝茶。過程中，吐納思吹奏他的長笛，讓露西昏昏欲睡，但他最後還是不忍將露西交給白女巫，懊悔地哭了，並選擇告訴露西真相，引導她去路燈柱回到自己的世界。
幾天後，露西再來拜訪吐納思時他還安然無恙，顯然白女巫尚未查覺到他違抗命令的舉動。然而露西的兄弟愛德蒙很快地進入了納尼亞，並向白女巫提到他的妹妹之前曾造訪納尼亞，還遇到過一個人羊。於是白女巫便下令秘密警察隊長毛格林逮捕吐納思；在被捕前，吐納思請求海狸先生幫他繼續等待露西的到來。
在故事的後面，當冬天結束了，亞斯藍正在準備一支軍隊迎戰白女巫時，露西和蘇珊在白女巫的城堡中發現了已被變成石像的吐納思先生，隨後亞斯藍幫他恢復了正常。吐納思與其他納尼亞人在亞斯藍領導下參與了推翻白女巫的戰鬥。
在《奇幻馬和傳說》中，吐納思已成為四位佩文西君主的皇家顧問，他隨著蘇珊女王和愛德蒙國王到訪卡羅門，並跟其他人一樣誤打誤撞地把男孩沙斯塔誤認作是亞成地的柯林王子。
《最後的戰役》裡，他跟露西在亞斯藍的國度中再次見面。

## 改編

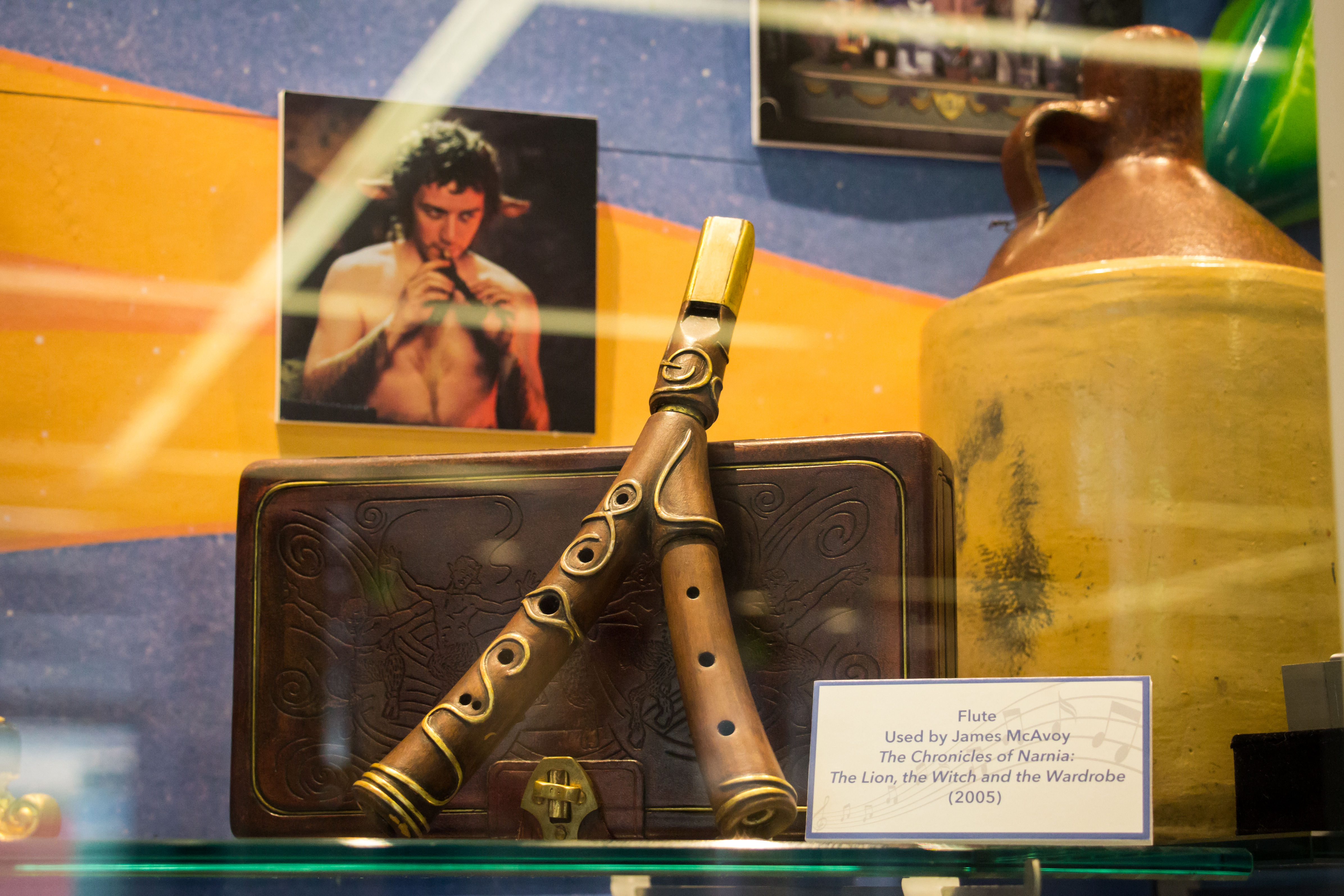
電影中人羊吐納思所吹奏的長笛。

在1988年的BBC電視劇改編中，由傑佛瑞·佩里飾演人羊吐納思。
而在安德魯·亞當森執導的2005年迪士尼電影《納尼亞傳奇：獅子·女巫·魔衣櫥》中，人羊吐納思亦有出場，他由詹姆斯·麥艾維飾演。亞當森認為吐納思先生應該要年輕英俊，而非年邁，以避免落入俗套或讓人產生不當聯想。片中這個角色的下半身羊腿皆是以電腦動畫生成製作的。

## 外部連結
- 互联网电影数据库上人羊吐納思的资料（英文）